# Fenn (Geographie)
Fenn (auch Venn, Fehn, Vehn oder Feen, niederdeutsch Vien, Vänne oder Väänne) bezeichnet im niederdeutschen Raum ebenso wie Faing (auch Faigne oder Feing) in Lothringen einen morastig-sumpfigen Bereich oder ein Moor. Hinweise auf solche Gebiete geben Ortsnamen mit der Endung -fehn oder -faing.

## Wortherkunft
Der Flurname Fenn oder auch Fenne bezeichnet nach Hermann Teuchert einen versumpften oder vertorften Binnensee oder Teich ohne festen Boden und nach Agathe Lasch und Conrad Borchling mit Gras oder Röhricht bewachsenes Sumpf-, Moorland, sumpfiges Weideland.
Nach vorherrschender Auffassung ist Fenn ein aus dem Niederländischen (Fehn [Veen]) stammendes Wort, das mit der dort entwickelten Fehnkultur übernommen wurde. Das große Wörterbuch der deutschen Sprache von Duden gibt zum Stichwort Fehn, das nur in den Komposita Fehnkolonie und Fehnkultur angeführt wird, die etymologische Erklärung „niederl. veen = Morast; vgl. Fenn“. Für das niederländische Substantiv veen gibt das Van Dale Nieuw Handwoordenboek der Nederlandse Taal drei Bedeutungen an: „1. grondsoort die grotendeels is samengesteld uit gedeeltelijk verkoolde plantestoffen; grondstof die tot turf wordt verwerkt… – 2. streek, stuk land waar de bodem vnl. uit genoemde grondsoort bestaat; – 3. land waar turf gegraven of gebaggerd wordt; veenderij; turfland…“ In Deutschland ist das Substantiv Fehn als Terminus technicus auf den Begriff Moorsiedlung beschränkt, und zwar sowohl in der Standardsprache als auch den Mundarten der Region. Auch das niederdeutsche Wort Veen, auch Ven entspricht deutsch Moor und markiert typische Moorbesiedlung. Der Begriff geht in Brandenburg und Sachsen-Anhalt auf die Besiedlung des Fläming durch Flamen zurück, die bereits in der zweiten Hälfte des 12. Jahrhunderts zum Landesausbau der gerade gegründeten Mark Brandenburg vom ersten Markgrafen Albrecht dem Bären und seinem Sohn und Nachfolger Otto I. ins Land gerufen worden waren.
Doch schon in mittelniederdeutschen Urkunden des 15. Jahrhunderts (also bereits vor der „Erfindung“ der Fehnkultur in den benachbarten Niederlanden) erscheint feen/veen in Ostfriesland als Bezeichnung für ein Moorgebiet, in dem Torf als Brennmaterial gegraben wird. In einer Urkunde von Grimersum aus dem Jahr 1426 heißt es: „… enen waghenlast torves to halende van elken huse besunderlingx uppe den veene“, und in einer Grenzbestimmung zwischen Diele und Brual von 1463 ist von Land die Rede, dat tho den torffeen hoert. Außerdem ist das Substantiv als Bestimmungswort in den ostfriesischen Siedlungsnamen Fehnhusen (Gemeinde Südbrookmerland AD 1387: Fenehusen) und Veenhusen (Gemeinde Moormerland AD 1439: Faenhusen) bereits in der altfriesischen Periode belegt. Das altfriesische bzw. mittelniederdeutsche Substantiv fên für Moor war in Ostfriesland also schon im Mittelalter bodenständig und brauchte nicht aus dem Niederländischen entlehnt zu werden. Mit der entsprechenden Technik wurde nur der neue Wortinhalt „Moorkolonie mit Kanal“ im 17. Jahrhundert als Lehnbedeutung übernommen.
Daneben gibt es die Form Fahn, die nicht nur in dem bereits erwähnten Siedlungsnamen Faenhusen (= Veenhusen) sowie in Phanhusen (= Fehnhusen), sondern auch als Appellativ belegt ist: Ostfries. Urkundenbuch Nr. 246 en stuecke phanes, dar men eede uppe graven mach (AD 1415), Nr. 341 enen waghenlast torves uppe den vane (AD 1426), Nr. 846 elven demet thunlant husthuner unde den faen recht dar baven (AD 1466). Die gleiche Form findet sich in saterländisch Foan „Moor, Hochmoor“ und in den Siedlungsnamen Bunkfahne, Fahne, Fahnhusen, Heyefahn† sowie den Straßennamen Fahntje und Kleenfahntjer Weg in Collinghorst, Fahnweg und Zum Rogfahn in Holte, Fankeweg und Unterfanke zwischen Schirum und Popens, Van Dell nördlich Wiesens. Da auch die westerlauwersch-friesische Form Hearrenfean (= Heerenveen/NL) auf altwestfriesisch *fân (in Urkunden faen) zurückgeht, muss im Altfriesischen eine Nebenform ohne i-Umlaut (vgl. gotisch fani „Schlamm“) zu fen bestanden haben.

## Flurnamen

### Schreibweise „Fen“
- Fens, Moorlandschaft in Ostengland
- Fenwick, Weiler in England

### Schreibweise „Fehn“
Als Endung -fehn in Ortsnamen:
- Augustfehn, Ort in der Gemeinde Apen im Landkreis Ammerland
- Beningafehn, Ortsteil der Gemeinde Hesel in Ostfriesland
- Elisabethfehn, Ort im Landkreis Cloppenburg
- Fehndorf, Ort im Emsland
- Fehnhusen, Ort in Ostfriesland
- Friedrichsfehn, Ort im Ammerland
- Großefehn, Ort in Ostfriesland
- Ihlowerfehn, Ort in Ostfriesland
- Jheringsfehn, Ort in Ostfriesland
- Lübbertsfehn, Ort in Ostfriesland
- Neukamperfehn, Ort in Ostfriesland
- Petersfehn, Ort im Ammerland
- Rhauderfehn, Ort in Ostfriesland
- Spetzerfehn, Ortsteil der Gemeinde Großefehn
- Südgeorgsfehn, Ortsteil der Gemeinde Uplengen
- Völlenerfehn, Ort in Ostfriesland
- Warsingsfehn, Ortsteil der Gemeinde Moormerland in Ostfriesland

### Schreibweise „Fenn“
- Ahlbecker Fenn, Kalkschwingmoor in Mecklenburg-Vorpommern
- Fenn (Stendal), Naturschutzgebiet im Kreis Stendal
- Fenne, Ort in der Warndt-Region
- Fennsee (Wilmersdorf), See in Berlin
- Fennsee (Westhavelland), See in Brandenburg
- Fenn-See, See bei Damsdorf, Gemeinde Kloster Lehnin in Brandenburg
- Großes Fenn, Naturschutzgebiet in Berlin
- Großes Fenn, ehemaliges Sumpfgebiet in Berlin, siehe Rudolph-Wilde-Park
- Großes Fenn und Kleines Fenn, Straßen in Ferchesar, Brandenburg
- Fennberg, Plateauberg im Südtiroler Unterland, auf dem sich der Fennberger See und Ortsteile der Gemeinden Margreid und Kurtatsch befinden
- Fennpfuhl, Weiher und Ortsteil im Berliner Bezirk Lichtenberg
- Fennpfuhlpark, Park in Berlin-Lichtenberg
- Hundekehlefenn, Naturschutzgebiet der Berliner Grunewaldseenkette
- Kain-Fenn, Naturschutzgebiet in der niedersächsischen Einheitsgemeinde Emsbüren
- Klares Fenn, See bei Rollwitz im Landkreis Vorpommern-Greifswald
- Krummes Fenn, Landschaftsschutzgebiet in Berlin-Zehlendorf
- Langes Fenn, ehemaliges Gelände des künstlich angelegten Koenigssees, Berlin
- Mahlpfuhler Fenn, FFH und Naturschutzgebiet in Sachsen-Anhalt, in der Nähe von Tangerhütte, 1210 ha groß.
- Marzahner Fenn, weichseleiszeitliches, flachtaliges Gletscherzungenbecken und mooriges Feuchtgebiet. Teil des Naturschutzgebietes Marzahner Fenn und Dünenheide zwischen der Stadt Havelsee und den Gemeinden Beetzsee und Beetzseeheide
- Moosfenn, Hochmoor südlich von Potsdam in der Nähe des Großen Ravensberges (Landkreis-Potsdam-Mittelmark)
- Plagefenn, Hochmoor im Biosphärenreservat Schorfheide-Chorin
- Poschfenn, Flachwassersee im Brandenburger Naturpark Nuthe-Nieplitz
- Riemeisterfenn, Naturschutzgebiet der Berliner Grunewaldseenkette
- Rundes Fenn, ehemaliges Gelände des künstlich angelegten Herthasees, Berlin
- Seeburger Fenn - Sümpelfichten, Brandenburg
- Torffenn, ehemaliges Gelände des künstlich angelegten Hubertussees, Berlin
- Weißes Fenn Marzahne, mooriges Feuchtgebiet, See und Flächennaturdenkmal in Havelsee

### Schreibweise „Venn“
- Amtsvenn, Moorgebiet im Münsterland, zwischen Epe, Graes und Alstätte, Westteil (Aamsveen) in den Niederlanden.
- Burlo-Vardingholter Venn und Entenschlatt
- Emsdettener Venn, Naturschutzgebiet im Kreis Steinfurt
- Gildehauser Venn, zwischen Gronau (Westfalen) und Gildehaus (Niedersachsen)
- Hohes Venn, Hochmoor in Ost-Belgien und daran anschließendem deutschen Grenzgebiet in Nordrhein-Westfalen
- Irservenn, Hochmoor bei Heckhuscheid in der Eifel
- Kuhlenvenn an der Heubachquelle
- Schwarzes Venn zwischen Heiden und Maria Veen im Naturpark Hohe Mark-Westmünsterland
- Syen-Venn, Stadt Nordhorn, Gemeinde Isterberg im Landkreis Grafschaft Bentheim
- Venn (Mönchengladbach), Stadtteil von Mönchengladbach
- Venn (Wegberg), Ortsteil der Stadt Wegberg im nordrhein-westfälischen Kreis Heinsberg.
- Venn (Gemeinde Gries), Rotte in Gries am Brenner, Bezirk Innsbruck-Land, Tirol
- Vennhausen, Stadtteil von Düsseldorf
- Weißes Venn zwischen Coesfeld, Hochmoor und Maria Veen, ehemals größtes Moorgebiet des Münsterlandes
- Zwillbrocker Venn, Naturschutzgebiet in Vreden
- Wanderweg „Galgenvenn“ in Nettetal-Kaldenkirchen, Nähe Sequoiafarm Kaldenkirchen,
  - weitere Hochmoore: Langes Venn, Kempkes Venn, siehe Kaldenkirchener Grenzwald

### Schreibweise „Venne“
- Kattenvenne, Ortsteil der Gemeinde Lienen
- Lescheder Venne, Naturschutzgebiet im Emsland
- Venne, Ortsteil von Ostercappeln
- Venne, Ortsteil von Senden
- Venner Moor in Senden
- Ringwall Venne, archäologisches Denkmal im Kottenforst bei Bonn-Röttgen

### Schreibweise „Ven“ / „Veen“
- Amstelveen, Stadt in den Niederlanden
- Großes Veen, Naturschutzgebiet zwischen Hamminkeln und dem Weseler Ortsteil Diersfordt am Niederrhein
- Heerenveen, Ort in der nl. Provinz Friesland
- Hoogeveen, Stadt in den Niederlanden
- Maria Veen, Gemeinde Reken, Kreis Borken
- Stadtveen, Naturschutzgebiet in der niedersächsischen Stadt Haselünne im Landkreis Emsland
- Veendam, als Siedlung von Torfstechern entstandene Stadt in den Niederlanden
- Veenhuizen, Ort bei Stadskanaal in den Niederlanden
- Veenhusen, Ort in Ostfriesland
- Venlo, Stadt in den Niederlanden (Toponymie unsicher)
- Venrath, Dorf der Stadt Erkelenz am linken Niederrhein
- Venray, Ort in den Niederlanden
- Veen, Dorf der Gemeinde Alpen (Gemeinde), in der Nähe von Xanten am linken Niederrhein
- Vledderveen, Ort bei Stadskanaal in den Niederlanden
- Waddinxveen, Stadt in Südholland

### Schreibweise „Vehn“
- Schloss Vehn, Schloss bei Ahrweiler
- Tiefe Vehn, Naturschutzgebiet im Emsland
- Vehne, Fluss im Oldenburgischen
- Vehnemoor, Hochmoorgebiet im Ammerland und weiten Bereichen südlich davon (Bezeichnung ist tautologisch)

### Schreibweise „Fain(g)“
Im ehemaligen Lothringen und Burgund von Nord-Frankreich – Belgien bis in die Schweiz finden sich zahlreiche Orts- und Flurnamen mit den „Fenn“-Synonymen „Faing“ oder „Feing“ oder „F(a)in“ und „Fagne“, „Faigne“ oder „Feigne“:
- Plainfaing, Ort in den Vogesen mit einem namengebenden Hochmoor und dem Berg Gazon du Faing
- Le Bas-de-Blancfeing, bei Sapois im Tal der Moselotte
- Longfin (Pays de Bray, Long-fain au terroir de Fumechon à Avesnes in 1491)
- Hautes Fagnes, französisch für Hohes Venn bzw. flämisch Hoge Venen
- Grand Faignes bei Bruyères
- Feigne, linker Nebenfluss der oberen Mosel

### Sonstige Schreibweisen
- Fensdorf, Gemeinde im Westerwald
- Gfenn, Quartier der Stadt Dübendorf in einem ehemaligen Sumpfgebiet (Mündungsbereich des Chimlibaches)
- Venusberg, Stadtteil von Bonn (der Name leitet sich von Fenn-Berg ab, da es sich um ein ehemaliges Hochmoorgebiet handelt)
- Das Sattelregen-Hochmoor Bragphenn und der Wohnplatz Erlenphenn im Ort Ormont in der Eifel.